# Gonyassamiinae
Sous-famille
Les Gonyassamiinae sont une sous-famille d'opilions laniatores de la famille des Gonyleptidae.

## Distribution
Les espèces de cette sous-famille se rencontrent au Brésil, en Argentine et au Paraguay.

## Liste des genres
Selon World Catalogue of Opiliones (20/08/2021) :
- Acanthopachylopsis Soares & Soares, 1949
- Eugyndes Roewer, 1923
- Graphinotus Koch, 1839
- Gyndulus Roewer, 1929
- Phalangochilus Mello-Leitão, 1938
- Progyndes Roewer, 1917
- Trichominua Mello-Leitão, 1938

## Publication originale
- Soares & Soares, 1988 : « Gonyassamiinae, nova subfamília de Gonyleptidae (Opiliones, Gonyleptoidea, Gonyleptomorphi) do Brasil. » Naturalia (São Paulo), vol. 13, p. 23–27.